# Гаральд III (король Данії)
Гаральд III Курка, Гаральд М'який (1041 — 17 квітня 1080) — король Данії у 1074–1080 роках.

## Життєпис
Походив з династії Естрідсенів. Позашлюбний син Свена II, короля Данії. Виховувався при дворі батька. 1069 року брав участь у поході проти Англії. Тут хоробро бився проти військ Вільгельма I Завойовника. Проте данці не змогли досягти повного успіху, тому повернулися додому.
Після смерті Свена II зібралася рада аристократів в Ісорі (північна Зеландія), яка вибрала королем Гаральда. Він зумів приборкати амбіції своїх зведених братів Еріка та Кнуда. Водночас ліквідував значну частину поганських звичаїв, особливо у судовій практиці. Підтримував церкву й плідно співпрацював з папами римськими.
Намагався обмежити свавілля земельної аристократії, підтримуючи майнові права особисто вільних селян.
За його правління розпочалася реформа карбування монет, вони були стандартизовані, впроваджувалися закони проти їх фальшування.
У зовнішній політиці король дотримувався встановлення мирних стосунків зі всіма сусідами Данії.
Помер 17 квітня 1080 року, не залишивши спадкоємця.